# Alvik (Leksand)
Pour les articles homonymes, voir Alvik.
Alvik est une localité de Suède dans la commune de Leksand située dans le comté de Dalécarlie.
Sa population était de 300 habitants en 2019.